# Synagogy v Sušici
Synagogy v Sušici – jedná se celkem o tři synagogy, respektive o jednu modlitebnu a dvě synagogy, které v Sušici v okresu Klatovy (Plzeňský kraj) existovaly postupně od roku 1660 do roku 1963, kdy byla poslední synagoga zbořena.

## Historie
Nejstarší židovská modlitebna ve městě byla dřevěná stavba umístěná ve dvoře na západní straně tehdejší Židovské ulice (dnes Vodní ulice). Byla zřízena v letech 1659–1660 a vyhořela v roce 1707. V druhé synagoze, postavené roku 1709 na stejném místě, se bohoslužby konaly asi do roku 1859. V roce 1923 i tato budova vyhořela. Třetí synagoga byla postavena v letech 1857–1859 v novorománském slohu. Bohoslužby se zde konaly do druhé světové války (částečně paralelně k bohoslužbám v synagoze z roku 1709). Tato synagoga byla zbořena v letech 1963–1964.

### První synagoga (modlitebna)
Po roce 1630 žily v Sušici již více než čtyři židovské rodiny, které si v letech 1659–1660 postavily malou dřevěnou synagogu (uváděnou v pramenech často jen jako modlitebna). Nacházela se ve dvoře v západní části tehdejší Židovské ulice. Tato budova byla zničena při velkém požáru, který ve městě zuřil roku 1707.

### Druhá synagoga
Dva roky po velkém městském požáru si sušičtí Židé vybudovali synagogu novou, tentokrát již zděnou. Byla větší a nacházela se na stejném místě jako předchozí modlitebna. Bohoslužby se zde konaly do roku 1859, kdy byla synagoga adaptována na obytný dům. Podle některých pramenů se zde však bohoslužby konaly i později, zejména v zimních měsících. Budova vyhořela roku 1923 a byla posléze zbořena.

### Třetí synagoga
Židovská obec postupem času vzrostla, v polovině 19. století čítala kolem 300 osob a stará synagoga z tohoto hlediska nevyhovala. Židovská obec se rozhodla postavit novou. Zakoupila tři domy ve východní části tehdejší Židovské ulice. Základní kámen byl položen 14. července 1857 a 18. srpna 1859 byla stavba v novorománském slohu vysvěcena. Bohoslužby se zde konaly do počátku druhé světové války. Jelikož zdejší židovská obec přestala existovat v roce 1940, byla synagoga po válce převedena do majetku města a v roce 1963 byla zbourána.